# Nedre Badasjön
Nedre Badasjön är en sjö i Torsby kommun i Värmland och ingår i Göta älvs huvudavrinningsområde. Sjön är 3,5 meter djup, har en yta på 0,842 kvadratkilometer och befinner sig 115,9 meter över havet. Sjön avvattnas av vattendraget Badaälven (Östra Jolen). Vid provfiske har bland annat abborre, braxen, gers och gädda fångats i sjön.

## Delavrinningsområde
Nedre Badasjön ingår i det delavrinningsområde (667349-135061) som SMHI kallar för Utloppet av Nedre Badasjön. Medelhöjden är 154 meter över havet och ytan är 11,17 kvadratkilometer. Räknas de 21 avrinningsområdena uppströms in blir den ackumulerade arean 224,94 kvadratkilometer. Badaälven (Östra Jolen) som avvattnar avrinningsområdet har biflödesordning 3, vilket innebär att vattnet flödar genom totalt 3 vattendrag innan det når havet efter 358 kilometer. Avrinningsområdet består mestadels av skog (70 procent). Avrinningsområdet har 0,84 kvadratkilometer vattenytor vilket ger det en sjöprocent på 7,5 procent.

## Fisk
Vid provfiske har följande fisk fångats i sjön:
- Abborre
- Braxen
- Gärs
- Gädda
- Löja
- Mört